# تپه ساکی
تپه ساکی مربوط به دوران پیش از تاریخ ایران باستان - است و در شهرستان دورود، بخش مرکزی، روستای یوسف آباد واقع شده و این اثر در تاریخ ۲۴ اسفند ۱۳۸۳ با شمارهٔ ثبت ۱۱۷۰۳ به‌عنوان یکی از آثار ملی ایران به ثبت رسیده است.